# منوچهر پازوکی

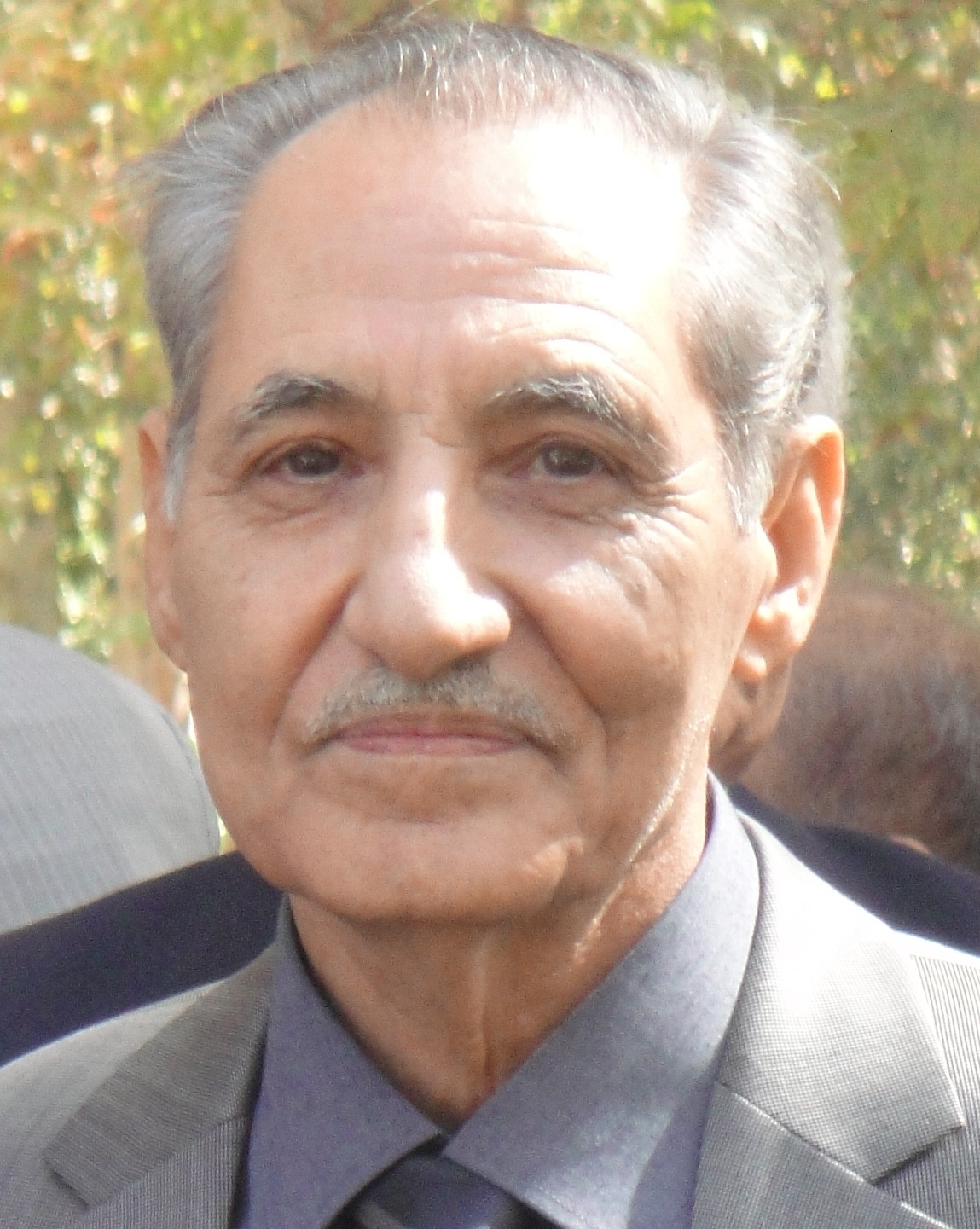

منوچهر پازوکی (هفتم شهریور ۱۳۱۲ گرمسار -بیست و هشتم اسفند ۱۴۰۰ تهران)نویسنده، شاعر طنزپرداز (با تخلص شاهین) و روزنامه‌نگار صاحب امتیاز و مدیر مسئول ماهنامه اندیشمند، عضو شورای نویسندگان مجله کشاورز، عضو هیئت علمی دانشگاه (مهندس کشاورزی) و فرهنگی بازنشسته.

## خلاصه ای از زندگی و فعالیتها
منوچهر پازوکی تحصیلات ابتدایی خود را در زادگاه خود و دوره متوسطه را در تهران به پایان رساند. در سال ۱۳۳۵ پس از شرکت در آزمون ورودی  دانشکده کشاورزی دانشگاه تهران (واقع در کرج) وارد این دانشگاه شد که ریاست این دانشکده را محمدحسن مهدوی اردبیلی عهده‌دار بود.
وی در سال ۱۳۳۹ در رشته مهندسی کشاورزی (زراعت عمومی) موفق به دریافت فوق لیسانس گردید.

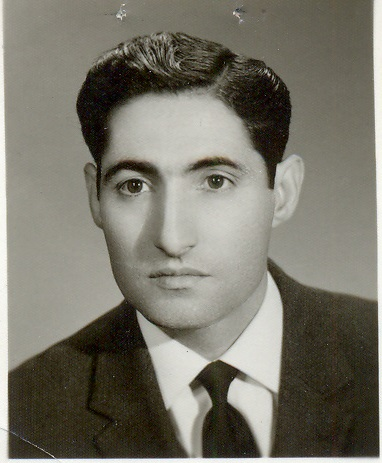

منوچهر از سال ۱۳۳۲ به استخدام وزارت فرهنگ (وزارت آموزش و پرورش)درآمد و طی ۲۵ سال در این وزارتخانه به خدمات آموزشی و مدیریتی عالی، در گرمسار (دبیر و رئیس دبیرستان)، تویسرکان (رئیس فرهنگ)، استان مرکزی (معاون اداره کل آموزش و پرورش) و استان تهران (معاون اداره کل آموزش و پرورش) پرداخت و در سال ۱۳۵۸ با درخواست بازنشستگی به خدمت خود پایان داد.
در اوایل دهه ۶۰ به عضویت شورای نویسندگان مجله کشاورز درآمد و با تدریس در دانشگاه آزاد به عنوان هیئت علمی به فعالیت آموزشی خود ادامه داد. او با بنیان‌گذاری ماهنامه فرهنگی اقتصادی اندیشمند (به عنوان صاحب امتیاز و مدیر مسئول)از سال ۱۳۸۲ تا ۱۳۹۷ این مجله را منتشر نمود. وی در روز ۲۸ اسفند ماه ۱۴۰۰ به علت ابتلا به سرطان معده در بیمارستان مهراد تهران دیده از جهان فروبست.

## اشعار
منوچهر پازوکی، طبعی موزون داشت، این خصلت در کلام وی نمایان بود و به «شاهین» تخلص می‌نمود. اولین شعرِ خود را در دوازده سالگی سرود و آن را در جشنی ملِّی در مدرسه خواند. طبق دست نوشته‌های او آخرین سروده‌هایش در تابستان ۱۴۰۰ خلق شده. مجموع اشعار وی در زمستان ۱۴۰۰ یعنی ماه‌های آخر زندگی‌اش در کتابی با عنوان «بام بلند» در ۱۸۴ صفحه از سوی انتشارات حبله‌رود به چاپ رسید.

نام این مجموعه اشعار، برگرفته از نام بلندترین قله ایران (قله دماوند) نماد آزادگی و پایداری کشور است که سه اثر را به خود اختصاص داده و نام آن هفت بار در این دیوان آمده است. این کتاب شامل بخش‌های عمومی، رباعیات، دوبیتی، طنز و ترانه‌ها ست که در قالب شعرکلاسیک (شعر موزون) سروده شده است. در برخی از اشعار این دیوان که با واژه «پارسی» علامت خورده است، فقط از واژگان پارسی استفاده شده است (مانند شاهنامه فردوسی). تعداد چشمگیری از آثار این دیوان، تضامینی از اشعارِ شعرای نامدارِ ایرانی همچون، حافظ، سعدی، مولوی، باباطاهر و فردوسی است که در کمتر دیوانی این تعداد شعرِ تضمین شده به چشم می‌خورد. به گفته خودِ او قدیمی‌ترین شعر این دیوان رباعی «دوچرخه‌ام» مربوط به دوره آموزگاری وی و آخرین اثر «سپاس» نام دارد. همچنین اشعار طنز او با نام مستعار «شاهین» در مجله فکاهی خورجین (دهه۶۰)انتشار یافت.
پس از درگذشت وی چند اثر دیگر به همراه یک شعر ناتمام، در دست نوشته‌های او پیدا شد که در این کتاب به چاپ نرسیده است.

## نمونه اشعار
دماوند کتاب بام بلند صفحهٔ ۱۲
| بر بامِ بلندِکوه البرز       |  | بنشسته زنِ سپید مویی       |
| افشانده سپید مو به هر سو   |  | چشمش به ره کسی است گویی   |
| از روزنِ سقفِ لاجوردی        |  | خورشید بر او نظاره می‌کرد  |
| پیراهنِ نازکِ حریرش          |  | با تیغِ نگاه پاره می‌کرد    |
| از شوخیِ گاهگاهِ خورشید      |  | خیسش ز عرق تَن و جیین بود  |
| پیرانه سری و عشقبازی       |  | زین مسئله سخت شرمگین بود  |
| با چادرِ ابر روی خود را     |  | پوشاندِه به ناز و دلربایی  |
| تا نَنگَردش به شوخ‌چشمی       |  | بازیگر چنبر طلایی         |
| چندی چو از این میانه بگذشت |  | از دامنِ کوه و بسترِ سنگ    |
| برداشت سَر و برون شد از خاک |  | یک لالهٔ سرخِ آتشین رنگ     |
| نوشیده ز شیرِ دایهٔ ابر      |  | پرورده به گاهوارهٔ باد     |
| وانگه ز غرورِ نوجوانی       |  | با کوه زبانِ شِکوه بگشاد    |
| کز چیست تُو را چنین بزرگی   |  | من را ز چه روست این زبونی |
| بنشسته بر این رواق چندی    |  | با گردش روزگار چونی؟      |
| هر شام به گوشِ ماه گردون    |  | سرگرم به گفتن چه رازی؟    |
| با مِهرِ بلندِ آسمان‌ها        |  | از چیست که نَردِ عشق بازی؟  |
| این گفته ز روی دل برآید    |  | گر می‌شنوی ز جان خروشی     |
| من در غمِ عشق داغدارم       |  | تو پیرهنِ سپید پوشی؟       |
| ناگَه ز ستیغِ کوه برخاست     |  | فریاد چو تندرِ بهاران      |
| آهی به لطافتِ مِه صبح        |  | اشکی به صفایِ چشمه ساران   |
| می‌گفت که ای یگانه فرزند    |  | من مادرِ پیرِ روزگارم       |
| بس غنچه نو شکفته چون تو    |  | روییده و خُفته در کنارم    |
| آموختم از زمانه بسیار      |  | بیهوده چه می‌دهی تو پندم   |
| آماج بَلا گرفت ایام         |  | بیرون ز شمار چون و چندم   |
| آنگه که مرا ز اخگرِ عشق     |  | شوری به دل آتشی به سَر بود |
| کی از برِ تلخِ عشقِ شیرین     |  | فرهادِ زمانه را خبر بود    |
| از آهِ منِ سپید پوش است      |  | اشکی که به چشمِ ژاله باشد  |
| وز سوزِ درونِ آتشینم         |  | داغی که به رویِ لاله باشد  |
| شرمنده گُل از گزافه گویی    |  | خَم گشتهِ و سَر بَر آستان کرد |
| تا دیده نیفتدش بِدو پیر     |  | رو در پسِ برگ‌ها نهان کرد   |
| در گرمی نیمروز خرداد       |  | این قصه ز دوستی شنیدم     |
| کردم نِگَهی به سوی البرز     |  | از پنجرهٔ اتاق دیدم        |
| در زیرِ سپهرِ لاجوردی        |  | با سادگی و گشاده‌رویی      |
| بر بامِ بلندِ کوهِ البرز      |  | بنشسته زنِ سپید مویی       |

بهاری دیگر کتاب بام بلند صفحه۱۰ (تمام واژگان این چامه پارسی است)
  
| ای برگ اوفتاده به ایوان خوش آمدی  |  | آورده‌ای پیام ز جانان خوش آمدی        |
| هر چند روز خُرَّمیَت یادِ ما نبود      |  | با رنگ زرد و رویِ پریشان خوش آمدی     |
| داند که زرد رویم و اندوهگین از آن |  | کَردَت روان به سوی من این سان خوش آمدی |
| پیوند اگر ز شاخهٔ هستی بریده‌ای     |  | جان می‌دهی به پیکرِ بی‌جان خوش آمدی     |
| اویست اگر به رشتهٔ دیرینه پای بند  |  | ماییم نیز بر سرِ پیمان خوش آمدی       |
| پیکِ بهار، گرچه به پاییز آمدی      |  | آورده‌ای پیامِ بهاران خوش آمدی         |
| برخیز از کنارهٔ ایوان و خوش خرام   |  | بر دیده‌ام نشین و به دامان خوش آمدی   |
| باشد که بر من و تو بهاری دگر رود  |  | نیک است پای همچو تو مهمان خوش آمدی   |
| اردیبهشت خرم «شاهین» دژم گذشت     |  | یادِ بهار در مَهِ آبان خوش آمدی         |

تخت جمشید(رباعیات) کتاب بام بلند صفحهٔ ۱۲۵
| آن کاخ که سَر همی کِشد بر ناهید   |  | دارا پی اش افکند مگر یا جمشید |
| در آتش کینِ دشمن ار سوخت، چه باک |  | روشنگر دل‌هاست کنون چون خورشید |

گپ دوستانه با حافظ (طنز) کتاب بام بلند صفحهٔ ۱۶۲
| دیدم به خواب حافظِ شیرین کلام دوش      |  | می‌خواند جمله درسِ مقامات معنوی      |
| گفتا جوان ز گُلشنِ شیراز آمدی           |  | گفتم نه حافظا ز خیابانِ مولوی       |
| گفتا تو را به مأمنِ فردوسیان چه کار    |  | اینجا سِزاست آنکه نَمانی و نَغنوی     |
| گفتم که دلسپرده به سیماتم و صدات      |  | گفتا به آن بود که نبینی و نشنوی    |
| گفتم شنیده‌ای که گران شد دلار و مارک   |  | گفتا مرا چه کار به احوال دنیوی     |
| گفتم فلان، هر آنچه بدان خواست او رسید |  | تنها به حکمِ آنکه بود مُنعم و قوی    |
| آن مُحتکر نِگر که برابر نمی‌کند          |  | «پشمین کلاهِ خویش به صد تاج خسروی»  |
| گفتا تو نیز می‌رسی آخر تلاش کن         |  | آهسته دیر می‌رسی و زود اگر دَوی      |
| گفتم ز راهِ راست بجایی نمی‌رسم          |  | بر آن شدم که پیشه کنم رَسمِ کَج روی   |
| شاید که پول مُفت بیارم به چنگ، گفت:    |  | «ای نور چشم من، بجز از کِشته نَدرَوی» |
| «شاهین» فراز مأمن حافظ نَه جای تُست     |  | آن بِه بِآشیانه ناچیز خود شوی        |

## آثار مکتوب
مجموعه «گردبادزندگی» شامل دو رمان «آشیان عقاب» و «راز» - ناشر مؤلف -چاپ ۱۳۶۹
کتاب دانشگاهی «مرتع» -انتشارات نشر دانشگاهی-چاپ ۱۳۸۰
کتاب «بام بلند» مجموعه اشعار منوچهر پازوکی (شاهین) انتشارات حبله رود- ۱۸۴ صفحه-چاپ ۱۴۰۰
دو رمان تاریخی «سنگها و زنگها» و «بر گور بهرام گور» آماده چاپ.
مجموعه مقالات علمی و انتقادی کشاورزی مجله کشاورز ۱۳۶۴–۱۳۹۵
مجموعه مقالات فرهنگی اقتصادی چاپ شده در مجله اندیشمند ۱۳۸۲–۱۳۹۷

## فهرست برخی از مقالات چاپ شده در ماهنامه کشاورز[۵]به قلم مهندس منوچهر پازوکی
تولید اقتصادی گندم با چالش‌هایی مواجه است، ماهنامه کشاورز ش، پیاپی ۴۴۱ (شهریور ۱۳۹۵) ص۵۴
گیاهان مرتعی- جاشیر، ماهنامه کشاورز، ش پیاپی ۲۵۶ (فروردین ۱۳۸۰) ص۳۹
برنج یکی از غذاهای اصلی مردم جهان، ماهنامه کشاورز، ش پیاپی۲۳۷ (شهریور۱۳۷۸) ص۶۳
«ریال» را گران کنید تا مایحتاج مردم ارزان شود، ماهنامه کشاورز، ش پیاپی ۱۹۲(آذر۱۳۷۴) ص۹۲
مشخصات بوته، تخم و تار پنبه، ش پیاپی ۱۳۸(خرداد۱۳۷۰) ص۷۶
گونه‌هایی از علف‌های هرز و اثرات بذور آنها برروی خواص نان، ماهنامه کشاورز، ش پیاپی ۱۲۷(تیر۱۳۶۹) ص۶۰
صائب تبریزی (به قلم شاهین)، ماهنامه کشاورز، ش پیاپی۱۲۷ (تیر۱۳۶۹) ص۷۸
علف‌های هرز و اصول مبارزه با آنها، ماهنامه کشاورز، ش پیاپی ۱۲۶(خرداد۱۳۶۹) ص۷۲
پنبه، ماهنامه کشاورز، ش پیاپی۱۲۹ (شهریور۱۳۶۹) ص۷۴
رودکی شاعر و موسیقی دان بزرگ (به قلم شاهین)، ماهنامه کشاورز، ش پیاپی۱۳۴ (بهمن۱۳۶۹) ص۶۰
طبقه‌بندی پنبه، ماهنامه کشاورز، ش پیاپی۱۳۴ (بهمن۱۳۶۹) ص۴۸
خاک‌های آهکی، ماهنامه کشاورز، ش پیاپی۱۱۵ (تیر ۱۳۶۸) ص۶۸
خاکهای شور، ماهنامه کشاورز، ش پیاپی۱۱۷ (شهریور۱۳۶۸) ص۸۸
داستان شیرین نیشکر یا نی عسل، ماهنامه کشاورز، ش پیاپی۱۲۰ (آذر۱۳۶۸) ص۳۲
داستان شیرین نیشکر قسمت ۲، ماهنامه کشاورز، ش پیاپی۱۲۱ (دی ۱۳۶۸)
داستان شیرین نیشکرقسمت۳، ماهنامه کشاورز، ش پیاپی۱۲۲ (بهمن۱۳۶۸)
داستان شیرین نیشکرقسمت۴، کاشت و داشت نیشکر، ماهنامه کشاورز، ش پیاپی۱۲۳ (اسفند۱۳۶۸) ص۶۴
داستان شیرین نیشکرقسمت ۵، نکاتی دربارهٔ نیشکر، ماهنامه کشاورز، ش پیاپی۱۲۴ (فروردین۱۳۶۹)ص۷۴
آمارها سخن می‌گویند، پنجاه میلیون هکتار زمین برای برآوردن نیازها، ماهنامه کشاورز، ش پیاپی۸۸ (فروردین۱۳۶۶) ص۱۷
آمارها سخن می‌گویند، به آموزش کشاورزی آنگونه که شایسته است اهمیت داده نشده، ماهنامه کشاورز، ش پیاپی۹۰ (خرداد۱۳۶۶) ص۲۲
آمارها سخن می‌گویند، پنبه مولد کار و ارز، ماهنامه کشاورز، ش پیاپی۹۲ (مرداد۱۳۶۶) ص۱۸
آمارها سخن می‌گویند (به نام گروه تحقیق مجله کشاورز) ِ، کشاورزی حرفه ۳۰٪ از شاغلین کشور، ماهنامه کشاورز، ش پیاپی۹۶ (آذر ۱۳۶۶) ص۲۰
آمارها سخن می‌گویند (به نام گروه تحقیق مجله کشاورز) ِ، بودجه خانوار، ماهنامه کشاورز، ش پیاپی۷۰ (مهر۱۳۶۴) ص۳۰
کشت جارو در گندم زار، ماهنامه کشاورز، ش پیاپی۷۴ (بهمن ۱۳۶۴) ص۵۴
آمارها سخن می‌گویند (به نام گروه تحقیق مجله کشاورز مجله کشاورز) ِ گسترش برنامه‌های فنی و حرفه ای در برنامه‌های آینده چگونه است، ماهنامه کشاورز، ش پیاپی۷۴ (بهمن ۱۳۶۴) ص۱۸
آمارها سخن می‌گویند (به نام گروه تحقیق مجله کشاورز)، نزدیک به پنجاه میلیارد متر مکعب آب از طریق سدها، قنوات، چاه‌ها و چشمه‌ها بصورت کنترل شده در اختیار کشاورزی قرار دارد، ماهنامه کشاورز، ش پیاپی۷۵ (اسفند ۱۳۶۴) ص۱۸